# サクラ大戦GB2 サンダーボルト作戦
『サクラ大戦GB2 サンダーボルト作戦』は、2001年12月6日にセガから発売されたゲームボーイカラー用ドラマチックRPG。『サクラ大戦』シリーズのひとつ。

## 概要
従来の『サクラ大戦』シリーズと異なりRPG色が高くなっている。冒険に出て、降魔を倒し、そこで拾ったアイテムにより、その拾ったアイテムのキャラクターと話ができる。8割がRPG、2割がキャラクターとのトークとなっている。
前作『サクラ大戦GB 檄・花組入隊!』とは時系列が繋がっているが、時期は明確にされていない。